# KidsCo
KidsCo a fost un canal internațional de televiziune pentru copii înființat de Corus Entertainment, DIC Entertainment și Sparrowhawk Media Group în aprilie 2007.  La finalul anului 2007, Sparrowhawk Media Group a fost cumpărat de către NBCUniversal, astfel obținând interes în canal. În iunie 2008, Cookie Jar Group a cumpărat DiC Entertainment, astfel obținând și el înteres în post. Pe 14 mai 2012, procentul deținut de către Cookie Jar a fost preluat de către NBCUniversal și Corus, NBCUniversal devenind acționarul majoritar al postului, deținând la acea vreme 51%, iar Corus deținând 43,8%.
Programele erau destinate copiilor cu vârste 6-14 ani, cu segmente destinate vârstei preșcolare – începând cu 5 ani – în timpul orelor de școală. Biblioteca de programe include peste 3.000 seriale de jumătate de oră. Canalul mai difuza ocazional și programe live-action, dar se concentra în principal pe desene animate pentru copii.
La începutul lui 2014, a fost închis de proprietarii săi, în lumina achiziției lui NBCUniversal a Sprout și "provocărilor în creștere în industria internațională de televiziune pentru copii". Canalul a avut sediul în Londra în timpul închiderii sale.